# Pampoconis
Pampoconis is een geslacht van insecten uit de familie van de dwerggaasvliegen (Coniopterygidae), die tot de orde netvleugeligen (Neuroptera) behoort.

## Soorten
- P. angustipennis Meinander, 1990
- P. dentifera Meinander, 1973
- P. latipennis Meinander, 1972
- P. punctipennis Meinander, 1973